# Anaxita vetusta
Anaxita vetusta là một loài bướm đêm thuộc phân họ Arctiinae, họ Erebidae.